# Giovanni Ambrogio Figino

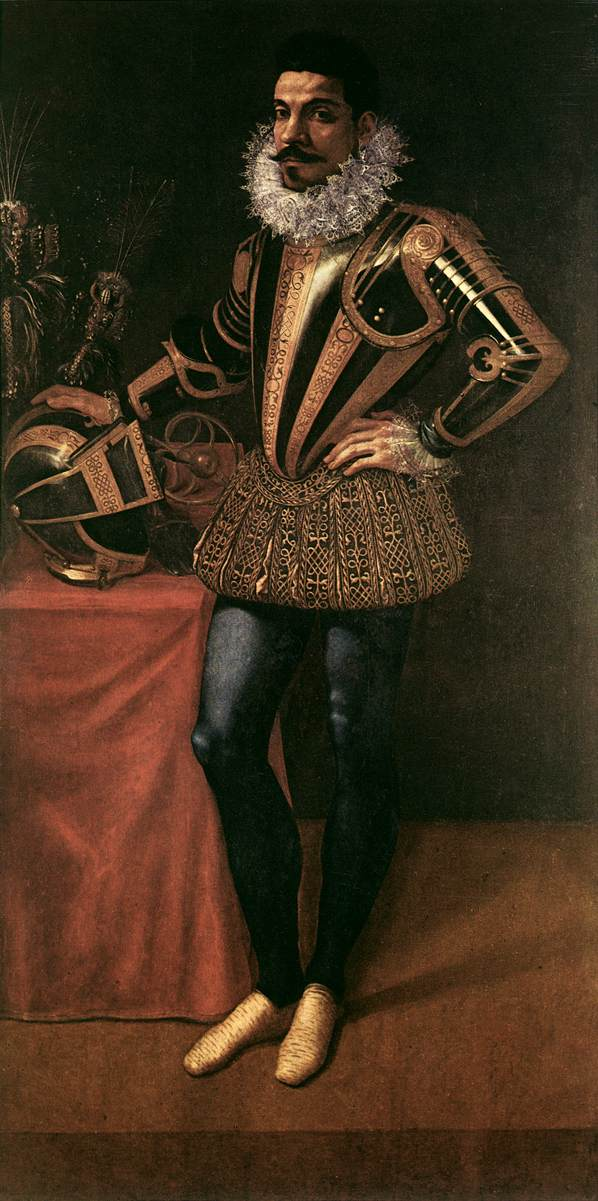
Retrato de Marechal Lucio Foppa, ca. 1590.

Giovanni Ambrogio Figino (1548/1551 — 11 de outubro de 1608) foi um pintor italiano da Renascença, de Milão, representante da Escola Lombarda de pintura. Estudou com Giovanni Paolo Lomazzo e é mais conhecido por ter sido um  desenhista e habilidoso retratista. 
Em 25 de janeiro de 2001, seu Retrato de Giovanni Angelo foi vendido em leilão na Sotheby's por mais de um milhão de dólares. O órgão da Catedral de Milão foi pintado por ele, Camillo Procaccini e Giuseppe Meda. Uma natureza morta representando pêssegos, um tipo de quadro incomum para sua época, é atribuída a ele e está na Galeria Brera. 